# Add-Carry Instruction Extensions
Add-Carry Instruction Extensions (ADX) sind eine Befehlssatzerweiterung für Langzahlarithmetik von Intel-Prozessoren. ADX wird seit der Intel-Broadwell-Mikroarchitektur unterstützt.

## Neue Instruktionen
| Instruktion | Beschreibung                                                                                              |
| ----------- | --- |
| ADCX        | Addiert zwei vorzeichenlose Integer plus Übertrag, liest den Übertrag aus dem Übertragsbit (carry flag)   |
| ADOX        | Addiert zwei vorzeichenlose Integer plus Übertrag, liest den Übertrag aus dem Überlaufbit (overflow flag) |